# Münsterland (Schiff, 1986)
Die Münsterland ist eine Autofähre, welche hauptsächlich auf der Verbindung zwischen Eemshaven und Borkum betrieben wird. Gelegentlich wird die Fähre auch im Verkehr nach Emden eingesetzt. Das Schiff transportiert Personen, Güter und Fahrzeuge.

## Das Schiff
Die Münsterland wurde unter der Baunummer 193 auf der Martin Jansen Schiffswerft und Maschinenfabrik in Leer gebaut. Die Kiellegung des Schiffes fand am 11. Dezember 1985, der Stapellauf am 31. Mai 1986 statt. Die Fertigstellung erfolgte im Juli 1986.
Das Schiff wird von zwei Achtzylinder-Viertaktmotoren mit einer Leistung von jeweils 956 kW angetrieben. Die Motoren wirken über Untersetzungsgetriebe auf zwei Festpropeller.
Nach einer Förderzusage des Bundes im November 2018 schrieb die Reederei die Verlängerung und Umrüstung der Münsterland auf einen Flüssigerdgas-Antrieb aus, wie er bereits seit 2015 auf dem 1985 fertiggestellten Schwesterschiff Ostfriesland im Einsatz ist. Der Umbau erfolgt auf der Werft Koninklijke Niestern Sander in Farmsum, wo zwischen Mai und Dezember 2020 der Bau des neuen Achterschiffs erfolgte. Im Herbst 2020 wurde das Schiff zur Vorbereitung auf den Umbau aus der Fahrt genommen. Den Verkehr zwischen Eemshaven und Borkum übernahm die Westfalen. Im Dezember 2020 wurde die Münsterland zur Umbauwerft verholt. Die Maßnahmen wurden im Frühjahr 2022 fertiggestellt. Das Schiff ist seit dem 9. April 2022 wieder im Linienverkehr zwischen Borkum und Eemshaven unterwegs.

## Vorgängerschiffe
Zwischen 1964 und 1976 fuhr ein anderes Schiff unter gleichem Namen auf der gleichen Route.